# Captain America: Kẻ báo thù đầu tiên
Captain America: Kẻ báo thù đầu tiên (tựa gốc tiếng Anh: Captain America: The First Avenger) là một bộ phim siêu anh hùng của Mỹ năm 2011 dựa trên nhân vật Captain America của Marvel Comics. Được sản xuất bởi Marvel Studios và phát hành bởi Paramount Pictures, đây là bộ phim thứ 5 trong Vũ trụ Điện ảnh Marvel (MCU). Phim do Joe Johnston đạo diễn, Christopher Markus và Stephen McFeely viết kịch bản, và có sự tham gia của Chris Evans trong vai Steve Rogers / Captain America cùng với Tommy Lee Jones, Hugo Weaving, Hayley Atwell, Sebastian Stan, Dominic Cooper, Neal McDonough, Derek Luke và Stanley Tucci. Trong Thế chiến Hai, Steve Rogers, một người đàn ông yếu đuối, được biến thành siêu chiến binh Captain America và phải ngăn Red Skull (Weaving) sử dụng Tesseract làm nguồn năng lượng để thống trị thế giới.
Bộ phim bắt đầu như một ý tưởng vào năm 1997 và được lên kế hoạch phân phối bởi Artisan Entertainment. Tuy nhiên, một vụ kiện đã làm gián đoạn dự án và không được giải quyết cho đến tháng 9 năm 2003. Năm 2005, Marvel Studios nhận được một khoản vay từ Merrill Lynch, và lên kế hoạch tài trợ và phát hành bộ phim thông qua Paramount Pictures. Các đạo diễn Jon Favreau và Louis Leterrier quan tâm đến việc chỉ đạo dự án trước khi Johnston được tiếp cận vào năm 2008. Các nhân vật chính đã được chọn từ tháng 3 đến tháng 6 năm 2010. Quá trình sản xuất bắt đầu vào tháng 6, và quay phim diễn ra ở London, Manchester, Caerwent, Liverpool và Los Angeles. Một số kỹ thuật khác nhau đã được công ty hiệu ứng hình ảnh Lola sử dụng để tạo ra ngoại hình của nhân vật trước khi anh ta trở thành Captain America.
Captain America: Kẻ báo thù đầu tiên được công chiếu lần đầu tại Nhà hát El Capitan vào ngày 19 tháng 7 năm 2011 và được phát hành tại Hoa Kỳ vào ngày 22 tháng 7, như một phần của Giai đoạn Một của MCU. Phim thành công về mặt thương mại, thu về hơn 370 triệu đô la trên toàn thế giới. Các nhà phê bình đặc biệt khen ngợi màn trình diễn của Evans, sự miêu tả của bộ phim về khoảng thời gian những năm 1940 và sự chỉ đạo của Johnston. Hai phần tiếp theo của phim đã được phát hành: Captain America: Chiến binh mùa đông (2014) và Captain America: Nội chiến siêu anh hùng (2016).

## Nội dung
Một ngày nọ, các nhà khoa học S.H.I.E.L.D. ở Bắc Cực đã tìm thấy xác một máy bay cỡ lớn. Kiểm tra ở trong, hai người phát hiện một vật thể bị đóng băng có 3 vòng màu đỏ, trắng và xanh lam và một ngôi sao trắng ở giữa. Thấy vậy, một người yêu cầu báo tin ngay cho "đại tá".
Tháng 3 năm 1942, Trung tướng Quốc xã Johann Schmidt và người của hắn tấn công một nhà thờ ở Tønsberg, Na Uy, để đánh cắp khối lập phương Tesseract, cái mà Schmidt gọi là "Báu vật trong kho báu của thần Odin". Tại New York, một anh chàng người Brooklyn - Steve Rogers lại bị từ chối nhập ngũ cho Chiến tranh thế giới thứ hai do thể trạng còi cọc và nhiều tiền sử bệnh lý. Bạn thân của Rogers, Trung sĩ James "Bucky" Barnes, đưa Rogers tới triển lãm "Công nghệ hiện đại cho tương lai", nơi nhà sáng chế nổi tiếng Howard Stark giới thiệu một chiếc ô tô bay thử nghiệm. Rogers lại tranh thủ đăng ký vào một trung tâm tuyển quân khác. Khi Barnes đang cố gắng thuyết phục anh bỏ cuộc, thì lòng căm ghét những kẻ bắt nạt của Rogers được Tiến sĩ người Đức Abraham Erskine tình cờ phát hiện, người đang hợp tác với Cục Dữ Trữ Khoa Học Chiến Lược Hoa Kỳ. Ông đặc cách tuyển Rogers vào một đội lính đóng tại trại Lehigh, tiểu bang New York. Ở đó, dưới quyền Đại tá Chester Phillips và sĩ quan SSR Peggy Carter, một người sẽ được chọn cho thử nghiệm "siêu quân nhân" đầu tiên. Phillips tiến cử Gilmore Hodge nhưng Erskine thấy đây là một kẻ bắt nạt, thế là Phillips ném một lựu đạn giả vào các tân binh để thử thách họ. Chỉ riêng Rogers nằm úp lên nó thay vì bỏ chạy, khiến Phillips đành phải chọn anh. Tối hôm đó, Erskine cho Rogers biết huyết thanh của ông tăng cường cả thể chất lẫn nhân cách của người sử dụng, cả mặt tốt lẫn mặt xấu. Vì vậy ông đã chọn Rogers, một người yếu đuối nhưng biết quý trọng sức mạnh và có lòng trắc ẩn. Ở châu Âu, Schmidt và nhà khoa học Arnim Zola bắt đầu khai thác thành công sức mạnh từ Tesseract, rồi sai một sát thủ trừ khử Erskine. Ngày hôm sau, trong một phòng thí nghiệm bí mật dưới một tiệm bán đồ cũ ở Brooklyn, dưới sự chứng kiến của Erskine cùng Thượng Nghĩ sĩ Brandt và nhân viên Bộ Ngoại giao Mỹ Fred Clemson, Rogers được tiêm huyết thanh vào người qua những chiếc kim siêu nhỏ và huyết thanh được kích hoạt bằng chiếu tia mà Erskine gọi là "Vita-rays". Rogers bước ra khỏi lồng thí nghiệm với vẻ ngoài to cao và cơ bắp - và khả năng mới của anh được thử thách ngay lập tức khi Clemson giết Erskine và trộm ống huyết thanh dự phòng, bộc lộ thân phận thật là gián điệp Heinz Kruger. Rogers quyết định bắt sống Kruger thay vì để Carter giết chết hắn. Cuối cùng, Rogers cũng bắt được Kruger khi hắn đang chạy trốn bằng chiếc tàu ngầm cá nhân, nhưng hắn cố tình đánh rơi ống huyết thanh rồi tự sát bằng một viên xyanua sau khi khai ra tổ chức của hắn là Hydra - vốn là một nhánh Schutzstaffel thuộc Đức Quốc Xã nhưng đã bộc lộ mưu đồ thống trị cả thế giới.
Với cái chết của Erskine và không còn mẫu huyết thanh, SSR bị buộc phải giao chiến ngay với HYDRA, nhưng Rogers bị Phillips đẩy vào phòng thí nghiệm với hi vọng phục chế được công thức của Erskine. Sau đó, Thượng nghị sĩ Brandt cử Rogers vào vai chính "Captain America" trong rất nhiều chuyến lưu diễn ở nhiều nước để đẩy mạnh việc bán trái phiếu chiến tranh. Tại một buổi văn nghệ cổ động cho lính Mỹ ở Italia vào tháng 11 năm 1943, Rogers đã bị chế giễu rồi bắt đầu nhận ra mình hết bị lợi dụng làm chuột thí nghiệm rồi thành khỉ rạp xiếc. Nghe tin đơn vị của Barnes đang bị HYDRA bắt làm tù binh, Rogers đã thuyết phục Carter và Stark dùng máy bay đưa anh đến thẳng nơi giam giữ để thực hiện màn giải cứu con tin một mình. Rogers đã cứu được Barnes và những người khác, rồi lần đầu tiên chạm trán với Schmidt, thủ lĩnh của HYDRA và siêu chiến binh đầu tiên của tiến sĩ Erskine, lúc này được gọi là Red Skull do tác dụng phụ của huyết thanh nguyên mẫu đã thiêu đốt da mặt hắn. Schmidt và Zola rút lui sau khi tự hủy nhà máy, còn Rogers đưa toàn bộ con tin về căn cứ an toàn cùng với nhiều trang bị hiện đại sử dụng năng lượng tesseract.
Để tiêu diệt các căn cứ của HYDRA, Rogers tuyển một đội gồm có Barnes, Timothy "Dum Dum" Dugan, Gabe Jones, Jim Morita, James Montgomery Falsworth và Jacques Dernier, đều là các cựu tù binh Mỹ của HYDRA. Sử dụng một chiếc khiên tròn có thể hấp thụ mọi rung động được làm bởi chất liệu mà Stark gọi là Vibranium, Rogers và đội của mình đã tiêu diệt hầu hết các căn cứ, chỉ còn chưa rõ vị trí của căn cứ chính. Vì vậy, Rogers và Barnes đu dây lên đoàn tàu đang chở Tiến sĩ Zola. Trong cuộc tấn công trên tàu, Barnes đã rơi xuống vực thẳm trước sự chứng kiến của Rogers.
Rogers với những thông tin Phillips đã khai thác được từ Zola, lãnh đạo đội biệt kích tới căn cứ cuối cùng của Skull tại dãy núi Alpes. Rogers trèo lên được máy bay của Skull - Valkyrie - khi nó cất cánh để thực hiện kế hoạch sử dụng năng lượng Tesseract san bằng nước Mỹ, cuối cùng đã đối mặt với Red Skull. Red Skull cố gắng sử dụng Tesseract trực tiếp nhưng thay vào đó lại bị hút vào một cánh cổng được mở ra bởi năng lượng của Tesseract, khiến Rogers tin rằng hắn đã chết. Tesseract nung chảy vỏ máy bay và rơi xuống biển. Do hệ thống lái bị hỏng nặng trong trận chiến, Rogers quyết định đâm chiếc máy bay xuống Bắc Cực trong lúc dự định hẹn hò với Carter qua điện đàm. Stark tìm lại được Tesseract nhưng chiếc Valkyrie thì mất tích và Rogers được tuyên bố là đã hi sinh khi chiến đấu.
Trong cảnh phim hiện tại, Rogers tỉnh lại trong một căn phòng được thiết kế như là anh vẫn đang ở thập niên 40. Sau khi nhận ra được sự thật, anh chạy ra đến Quảng trường Thời Đại và ngỡ ngàng trước cảnh tượng không hề quen thuộc. Giám đốc tổ chức S.H.I.E.L.D, Nick Fury đợi sẵn ở đó và cho biết họ muốn anh từ từ nhận ra mình đã ngủ gần 70 năm, và chỉ muốn anh thích nghi dần với thời hiện đại. Rogers đáp rằng anh đã lỡ một cuộc hẹn. Ở cảnh post-credit, Fury giao cho Rogers một nhiệm vụ về việc cứu thế giới mới.

## Diễn viên

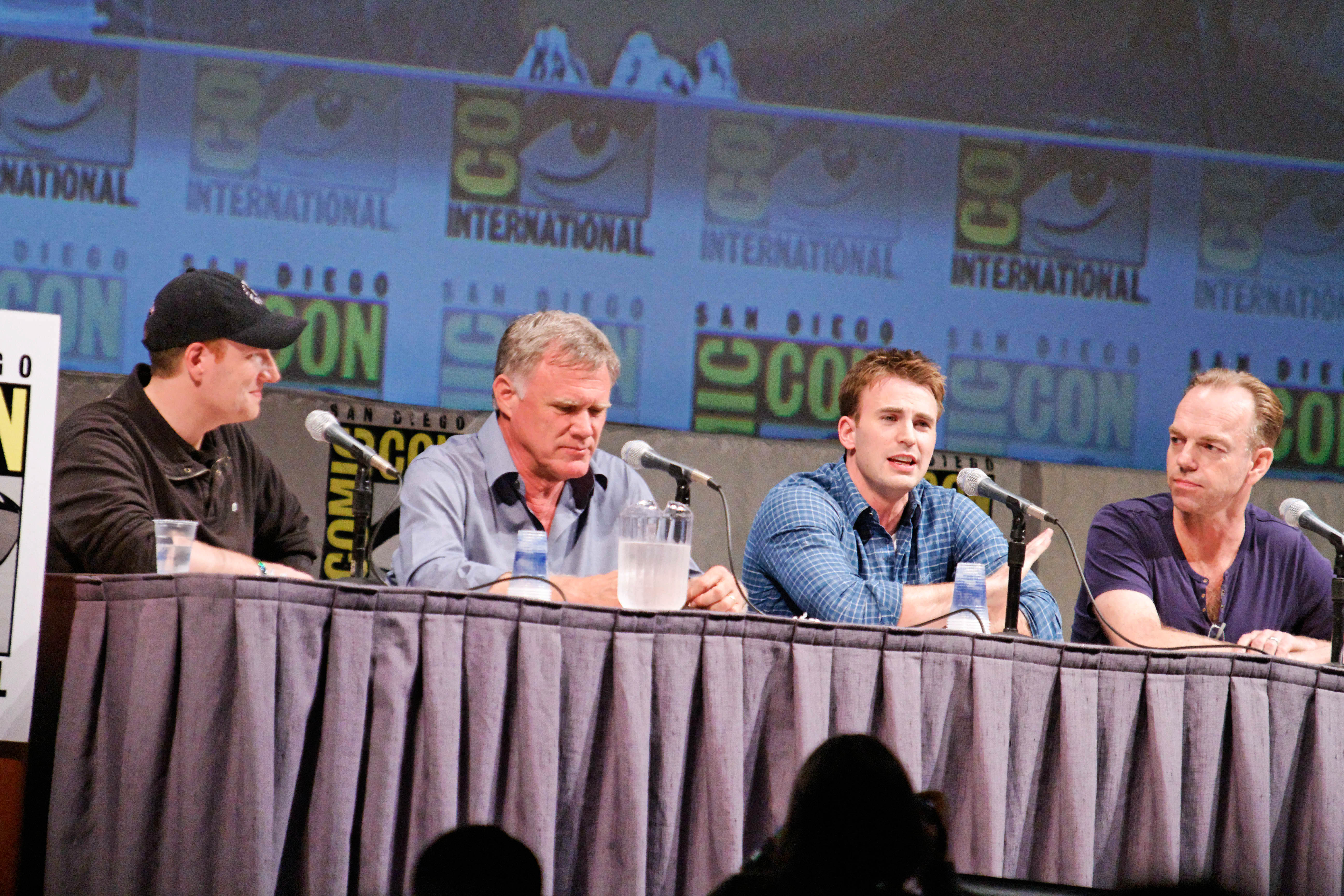
Kevin Feige, Joe Johnston, Chris Evans, và Hugo Weaving tại San Diego Comic-Con 2010.

- Chris Evans trong vai Steve Rogers / Đội trưởng Mỹ: Một thanh niên ốm yếu được nâng cao đến đỉnh cao khả năng của con người bằng một huyết thanh thử nghiệm để hỗ trợ nỗ lực chiến tranh của Hoa Kỳ .  Evans, người trước đây đã từng làm việc với Marvel với vai Human Torch trong loạt phim Fantastic Four , cho biết anh ấy đã từ chối phần này ba lần trước khi ký hợp đồng sáu bức ảnh với Marvel, giải thích rằng, "Vào thời điểm đó, tôi nhớ đã nói với một bạn thân của tôi, 'Nếu bộ phim đánh bom, tôi sẽ đánh giá cao [ sic]. Nếu bộ phim thành công, tôi sẽ thành công! ' Tôi chỉ sợ hãi. Tôi nhận ra rằng toàn bộ quá trình ra quyết định của tôi đều dựa trên nỗi sợ hãi và bạn không bao giờ muốn đưa ra quyết định vì sợ hãi. Tôi không thể tin rằng mình gần như quá gà để đóng Captain America." Cuối cùng Evans đã đồng ý với vai diễn này, nói rằng," Tôi nghĩ Marvel hiện đang làm rất nhiều điều tốt, và đó là một nhân vật thú vị. ... Tôi nghĩ câu chuyện về Steve Rogers thật tuyệt. Anh ấy là một chàng trai tuyệt vời. Ngay cả khi nó [là] chỉ là một kịch bản về bất kỳ ai, tôi có thể sẽ muốn làm nó. Vì vậy, nó không nhất thiết là về bản thân truyện tranh. "  Về mức độ khả năng của nhân vật, Evans nhận xét," Anh ta sẽ phá nát Thế vận hội. Bất kỳ môn thể thao Olympic nào anh ấy cũng sẽ thống trị. Anh ta có thể nhảy cao hơn, chạy nhanh hơn, nâng tạ mạnh hơn, nhưng anh ta có thể bị thương. Anh ấy có thể lật mắt cá chân và ngồi ngoài cho cả mùa giải. Anh ấy không hoàn hảo, anh ấy không thể chạm tới. Vì vậy, rất nhiều hiệu ứng, nếu tôi định đấm ai đó, họ sẽ không đặt họ vào dây cáp và bay họ trở lại 50 feet, nhưng anh ta sẽ đi xuống, có thể không quay trở lại, điều mà tôi nghĩ nhân văn nó. Nó làm cho nó trở thành một thứ gì đó, một lần nữa, tôi nghĩ mọi người có thể liên tưởng đến nhiều hơn một chút, điều mà tôi thực sự thích. "  Diễn viên nhà hát Leander Deeny đã là người gấp đôi cơ thể của Evans trong một số cảnh quay cho vóc dáng trước khi chuyển đổi của Steve Rogers, và cũng xuất hiện với tư cách là một nhân viên pha chế.
- Tommy Lee Jones trong vai Chester Phillips: Một đại tá trong Quân đội Hoa Kỳ và là thành viên của Cục Dự trữ Khoa học Chiến lược, người đứng đầu dự án tạo ra các siêu chiến binh. Nhân vật được cập nhật từ truyện tranh, nơi Phillips là người đã tuyển dụng Rogers để tham gia Dự án Tái sinh đã biến anh thành Captain America.  Jones mô tả nhân vật này là "người bạn đã từng thấy trong hàng nghìn bộ phim: viên sĩ quan cộc cằn, đa nghi giám sát một đội gồm những người lính tài năng, hơi mỉa mai, đặc biệt tài năng".
- Hugo Weaving trong vai Johann Schmidt / Red Skull:  Người đứng đầu bộ phận vũ khí tiên tiến của Adolf Hitler và là chỉ huy của tổ chức khủng bố Hydra, kẻ có kế hoạch thống trị thế giới liên quan đến việc khai thác sức mạnh của vật thể ma thuật được gọi là Tesseract. Weaving nói rằng anh đã lấy nét giọng của Red Skull theo giọng của Werner Herzog và Klaus Maria Brandauer. Về nhân vật, Weaving nhận xét, "Tôi nghĩ sự khác biệt lớn giữa Skull và Cap, cả hai đều có huyết thanh, và huyết thanh dường như tăng cường những phẩm chất nhất định mà mỗi người trong số họ có. Cap hòa hợp hơn nhiều với những người khác. Schmidt hòa hợp với bản thân, nhu cầu của chính anh ấy và cái tôi của chính anh ấy, vì vậy tôi cho rằng điều đó làm tăng thêm điều đó. Từ quan điểm đó, chúng hoàn toàn trái ngược nhau. "
- Hayley Atwell trong vai Peggy Carter: Một sĩ quan của Cục Dự trữ Khoa học Chiến lược, người làm việc với Phillips trong dự án siêu chiến binh. Về việc chuẩn bị cho vai diễn, cô ấy nói, "Hiện tại tôi đang luyện tập sáu ngày một tuần để khiến cô ấy quân tử hơn một chút và thuyết phục rằng tôi có thể đá vào mông."  Về nhân vật, Atwell nói, "Tôi đã ví nhân vật của cô ấy với Ginger Rogers nổi tiếng trích dẫn. Cô ấy có thể làm mọi thứ mà Captain America có thể làm, nhưng đi lùi và đi giày cao gót. Cô ấy là một người lính Anh xuyên suốt, mặc dù cô ấy luôn trông tuyệt vời. Cô ấy có thể đứng đó với một khẩu súng máy bắn Đức quốc xã, nhưng rõ ràng cô ấy đã đến phòng trọ từ trước và thoa một chút son môi. Cô ấy không cần phải được giải cứu. Điều đó thật thú vị đối với tôi - sức mạnh của cô ấy. "  Cô ấy nói thêm," Tôi nghĩ cô ấy khá bướng bỉnh, một người phụ nữ hơi thất vọng và phải vật lộn với việc trở thành phụ nữ trong thời điểm đó. Nhưng quan trọng hơn, cô ấy là một phụ nữ hiện đại và cô ấy nhìn thấy điều gì đó ở Captain America mà cô ấy có liên quan, và trở thành những linh hồn tốt bụng. Anh ấy đối xử với cô ấy rất khác với cách cô ấy được đối xử bởi rất nhiều người đàn ông, trong kiểu thế giới thống trị mà cô ấy đang sống. Vì vậy, cô ấy rất là một chiến binh. "
- Sebastian Stan trong vai James Buchanan "Bucky" Barnes: Một trung sĩ trong Quân đội Hoa Kỳ, bạn thân của Rogers, và là thành viên trong đội biệt kích của anh ta . Stan đã đăng nhập cho "năm hoặc sáu bức tranh".  Anh tiết lộ rằng anh không biết gì về truyện tranh, nhưng đã xem rất nhiều phim tài liệu và phim về Thế chiến thứ hai để chuẩn bị cho vai diễn này, có tên là Band of Brothers."rất hữu ích". Về vai diễn này, Stan nói, "Steve Rogers và Bucky đều là trẻ mồ côi và giống như anh em. Họ lớn lên cùng nhau và chăm sóc lẫn nhau. Đó là một điều rất con người, đáng tin cậy ... Tôi cũng muốn tìm kiếm Mối quan hệ của họ thay đổi như thế nào khi Steve Rogers trở thành Captain America. Luôn có sự cạnh tranh và họ luôn lấn át lẫn nhau. Tôi chú ý đến việc Bucky bị ảnh hưởng như thế nào bởi sự thay đổi của Steve và đột nhiên Steve trở thành thủ lĩnh ".
- Dominic Cooper vai Howard Stark: Cha của Tony Stark, người đã làm việc trong nhiều dự án của chính phủ có từ thời Thế chiến thứ hai. Về vai diễn, Cooper nói, "Đó là cơ hội mà bạn có thể nhìn thấy tương lai của anh ấy vì tôi biết anh chàng sẽ trở thành con trai tôi và tôi thấy mình như một phiên bản cũ hơn trong Iron Man 2 , điều này thật tuyệt vời cho một diễn viên. để có những công cụ đó. Tất cả những gì tôi biết về anh ấy là anh ấy là một kỹ sư và nhà phát minh tuyệt vời và là một Howard Hughes rất sành sỏi về hàng không và phụ nữ! "
- Neal McDonough vai Timothy "Dum Dum" Dugan : Một thành viên của đội biệt kích Rogers. McDonough đội chiếc mũ quả dưa đặc trưng của nhân vật và nói rằng anh đã nuôi bộ ria mép đặc trưng của Dugan. Về vai diễn của mình trong bộ phim, anh ấy nhận xét, "Ồ, tôi sẽ thấy rất nhiều pha hành động. [Tôi] là một chàng trai thích diễn xuất, vì vậy tôi rất hài lòng với điều đó."
- Derek Luke trong vai Gabe Jones : Một thành viên của đội biệt kích Rogers. Luke cho biết anh được chọn mà không có kịch bản hoặc mô tả nhiều về nhân vật. Về lý do tại sao anh ấy tham gia, "Tôi chỉ tin rằng Marvel đang làm một số công việc thực sự tuyệt vời, những thông điệp tuyệt vời trong các bộ phim. Cái thiện chống lại cái ác và tôi chỉ nói, 'Làm sao tôi có thể thất vọng được? ' "
- Stanley Tucci trong vai Abraham Erskine : Nhà khoa học đã tạo ra Huyết thanh siêu chiến binh.  Tucci nói rằng điều thu hút anh ấy đến với vai diễn này là cơ hội để nói giọng Đức, đó là điều mà anh ấy luôn muốn thử.

Samuel L. Jackson đảm nhận vai Nick Fury, giám đốc của cơ quan siêu điệp viên, S.H.I.E.L.D.. Kenneth Choi xuất hiện trong vai Jim Morita, một thành viên người Mỹ gốc Nhật trong đội biệt kích của Rogers. Choi cho biết anh ấy là diễn viên cuối cùng thử vai và anh ấy đã đọc các khía cạnh từ Saving Private Ryan . Về sự chuẩn bị của anh ấy cho vai diễn, Choi nói, "[Tôi] đã nghiên cứu rất nhiều về Thế chiến II, đặc biệt là về ' Nisei'lính, hoặc lính Mỹ gốc Nhật. Tôi muốn nhận được càng nhiều thông tin chân thực, đời thực về một người như Jim Morita đang chiến đấu trong Thế chiến thứ hai. Tôi cảm thấy rằng nếu tôi đã xây dựng được cơ sở thực tế cho anh ấy, thì tôi có thể từ bỏ và cho phép nhân vật tồn tại trong Vũ trụ Marvel, điều này cho phép tạo ra nhiều tình huống tưởng tượng." Bruno Ricci đóng vai Jacques Dernier, 1 thành viên người Pháp trong đội biệt kích của Rogers. Ricci đã thử giọng và nhận vai khi quay loạt phim The Hawk của Pháp. J. J. Feild xuất hiện trong vai James Montgomery Falsworth, một thành viên người Anh trong đội biệt kích của Rogers. Feild gọi vai diễn của anh ấy trong phim là "một công việc rất vất vả. Tôi đóng vai một trong những nhân viên phụ trách của Thuyền trưởng vì vậy tôi đã chạy xung quanh chụp mọi thứ và thổi tung mọi thứ và cố gắng trông thật ngầu trong khoảng một năm." Ngoài ra, Toby Jones được chọn vào vai Arnim Zola , một nhà hóa sinh của đảng Quốc xã, Richard Armitage đóng vai Heinz Kruger, sát thủ hàng đầu của Red Skull, Lex Shrapnel đóng vai Gilmore Hodge, một ứng cử viên cho chức siêu chiến binh chương trình, Michael Brandon miêu tả Brandt, một Thượng nghị sĩ Hoa Kỳ, người công nhận tiềm năng PR của Captain America.  Jeff Goldblum ban đầu được mời đóng vai này; sau đó anh đóng vai Grandmaster trong Thor: Ragnarok. David Bradley xuất hiện với tư cách là người trông coi nhà thờ, nơi cất giữ khối Tesseract. Natalie Dormer miêu tả Lorraine, một tư nhân cố gắng quyến rũ Rogers, và Jenna Coleman xuất hiện trong vai Connie, người hẹn hò với Bucky tại World Expo. Laura Haddock, người sẽ tiếp tục đóng vai Meredith Quill trong Guardians of the Galaxy, có một sự xuất hiện ngắn gọn như một người xin chữ ký. Biên kịch kiêm đạo diễn của Guardians of the Galaxy James Gunn đã nói đùa rằng đây là bà của Peter Quill. Stan Lee có một vai diễn khách mời như một tướng lĩnh.

## Sản xuất

### Phát triển

Poster phát hành quốc tế

Vào tháng 4 năm 1997, Marvel đang đàm phán với Mark Gordon và Gary Levinsohn để sản xuất Captain America , và Larry Wilson và Leslie Bohem được chuẩn bị viết kịch bản.  Vào tháng 5 năm 2000, Marvel hợp tác với Artisan Entertainment để hỗ trợ tài chính cho bộ phim.  Tuy nhiên, một vụ kiện đã nảy sinh giữa Marvel Comics và Joe Simon về quyền sở hữu bản quyền của Captain America , làm gián đoạn quá trình phát triển của bộ phim. Vụ kiện cuối cùng đã được giải quyết vào tháng 9 năm 2003.  Sau khi dàn xếp, Marvel đang chuẩn bị cấp phép bản quyền phim choWarner Bros. cho đến khi nhà sản xuất David Maisel đề nghị hãng tự sản xuất phim.  Năm 2005, Marvel nhận được khoản đầu tư 525 triệu đô la từ Merrill Lynch , cho phép họ sản xuất độc lập mười bộ phim, bao gồm cả Captain America . Paramount Pictures đã đồng ý phân phối bộ phim.  Ban đầu, bộ phim sẽ đứng một mình; nhà sản xuất Kevin Feige cho biết "khoảng một nửa" bộ phim sẽ lấy bối cảnh trong Thế chiến thứ hai trước khi chuyển sang thời hiện đại.  Nhà sản xuất Avi Aradcho biết, "Cơ hội lớn nhất với Captain America là với tư cách là một người đàn ông 'hết thời', trở lại ngày hôm nay, nhìn thế giới của chúng ta qua con mắt của một người từng nghĩ rằng thế giới hoàn hảo là một thành phố nhỏ của Hoa Kỳ. Sáu mươi năm trôi qua, và chúng ta hôm nay là ai? Chúng ta đã tốt hơn chưa? " Anh ấy trích dẫn bộ ba Back to the Future là một ảnh hưởng, và tuyên bố rằng anh ấy có "một người nào đó trong tâm trí là ngôi sao, và chắc chắn ai đó trong tâm trí sẽ là đạo diễn".  Vào tháng 2 năm 2006, Arad hy vọng sẽ có ngày ra rạp vào mùa hè năm 2008.  Jon Favreau tiếp cận Arad để đạo diễn bộ phim như một bộ phim hài, nhưng thay vào đó anh đã chọn làm Người Sắt .  Vào tháng 4 năm 2006, David Selfđã được thuê để viết kịch bản.  Anh ấy giải thích rằng Captain America là siêu anh hùng yêu thích của anh ấy khi còn nhỏ vì "bố tôi nói với tôi rằng một ngày nào đó tôi có thể trở thành Captain America". Joe Johnston đã gặp Marvel để thảo luận về việc đạo diễn bộ phim. 
Captain America đã bị đình chỉ trong cuộc đình công của Hiệp hội Nhà văn Hoa Kỳ năm 2007-2008 . Tuy nhiên, vào tháng 1 năm 2008, Marvel Entertainment đã đạt được một thỏa thuận toàn diện tạm thời với Hiệp hội Nhà văn Hoa Kỳ để đưa các nhà văn ngay lập tức trở lại làm việc trong các dự án khác nhau đang được công ty phát triển. Vào ngày 5 tháng 5 năm 2008 (sau thành công của Iron Man), Marvel đã công bố bộ phim The First Avenger: Captain America (tựa đề làm việc) sẽ phát hành vào ngày 6 tháng 5 năm 2011 (trước khi bị lùi sang ngày 22 tháng 7).  Louis Leterrier , đạo diễn của The Incredible Hulk, đã xem một số concept art được tạo ra cho bộ phim và đủ ấn tượng để cung cấp dịch vụ của anh ấy, nhưng Marvel đã từ chối anh ấy. Johnston cuối cùng đã ký vào tháng 11 năm 2008, và ông thuê Christopher Markus & Stephen McFeely để viết lại.  Feige đã trích dẫn công việc đạo diễn của Johnston về October Sky và The Rocketeer và các hiệu ứng đặc biệt của anh ấy làm việc trên bộ ba Star Wars gốc để giải thích lý do tại sao anh ấy là một lựa chọn thích hợp. Raiders of the Lost Ark là nhân tố có ảnh hưởng đến bộ phim, bởi vì họ hy vọng bộ phim sẽ không giống như một tác phẩm cổ trang. 
Khi được hỏi liệu tình cảm chống Mỹ có ảnh hưởng đến doanh thu phòng vé của phim hay không, Feige nói, “Hiện tại, Marvel được nhìn nhận khá tốt trên toàn thế giới, và tôi nghĩ việc đưa một anh hùng uber-Marvel khác vào phòng vé trên toàn thế giới sẽ là một điều tốt... Chúng ta phải đối phó với cách mà Captain America, khi tan băng khỏi băng ở Bắc Cực, bước vào một thế giới mà anh ấy không nhận ra ", tương tự như cách Stan Lee và Jack Kirby giới thiệu lại nhân vật vào những năm 1960. Tương tự như vậy, Arad lưu ý, "Captain America đại diện cho tự do cho tất cả các nền dân chủ, cho niềm hy vọng trên toàn thế giới. Anh ấy được tạo ra để ngăn chặn chế độ chuyên chế và ý tưởng ngăn chặn chế độ chuyên chế ngày nay rất quan trọng. Vì vậy, tôi nghĩ rằng chúng ta sẽ có một số những thử thách thú vị nhưng vào cuối ngày nếu bộ phim hay và bộ phim nói với thế giới, không phải về một nơi, mà là về thế giới và tôi nghĩ rằng [trên] cơ sở đó, nó sẽ rất thành công." Sau đó, sau cuộc đắc cử của Tổng thống Hoa Kỳ Barack Obama, Feige nhận xét, "Ý tưởng về sự thay đổi và hy vọng đã lan tràn khắp đất nước, bất kể chính trị, và điều đó bao gồm cả Hollywood. Các cuộc thảo luận trong tất cả các cuộc họp phát triển của chúng tôi bao gồm những người theo chủ nghĩa nhiệt tìnhvà nó đã thay đổi như thế nào trong hai tuần qua. Mọi thứ đang được điều chỉnh".

### Tiền sản xuất
Vào tháng 12 năm 2009, đạo diễn Joe Johnston cho biết rằng ông dự định bắt đầu quay phim vào tháng 4 năm 2010.  Trong một cuộc phỏng vấn riêng vào tháng đó, ông mô tả quá trình tiền sản xuất của bộ phim: " Rick Heinrichs đang thiết kế sản xuất và chúng tôi đã chuẩn bị xong ở Bãi biển Manhattan , California. ... Chúng tôi có tám hoặc mười nghệ sĩ thực sự tài năng, và tất cả chúng tôi chỉ ngồi xung quanh cả ngày và vẽ những bức tranh và nói, 'Này, không tuyệt nếu chúng ta làm được điều này?' Đó là giai đoạn sản xuất mà tiền không quan trọng: 'Hãy đặt tất cả những thứ tuyệt vời nhất lên tường và [sau đó] xem những gì chúng ta có thể mua được. ""Bộ phim, ông ấy nói, sẽ bắt đầu" vào năm 1942, 1943 "trong Thế chiến thứ 2." Những thứ trong những năm 60 và 70 [truyện tranh] mà chúng tôi đang tránh. Chúng ta đang quay trở lại những năm 40, và sau đó chuyển tiếp đến những gì họ đang làm với Captain America bây giờ. "  Vào tháng 2 năm 2010, Johnston tuyên bố rằng Kẻ xâm lược sẽ xuất hiện trong" toàn bộ nửa sau "của bộ phim,  khiến người hâm mộ suy đoán rằng đây là đội siêu anh hùng Marvel thời Thế chiến II có tên đó,  và vào tháng 11, Johnston bác bỏ suy đoán rằng Sub-Mariner , một thành viên của nhóm Invaders trong truyện tranh, sẽ được đưa vào. Johnston sau đó giải thích rằng "Kẻ xâm lược" đã được thảo luận đơn giản như một cái tên có thể có cho đội biệt kích mà Captain America dẫn đầu trong phim. Christopher Markus, một trong những người viết kịch bản, cho biết nhóm giấu tên "được gọi là Biệt kích hú trong kịch bản, nhưng không ai nói thẳng ra điều đó". 
Toàn bộ thiết kế đã cố gắng tạo ra công nghệ có thể được xây dựng vào những năm 1940, mặc dù với công nghệ Cube được bổ sung trong trường hợp của Hydra. Các dự án bị bỏ hoang của Đức Quốc xã hoặc các phương tiện thực tế từ thời kỳ đó được sử dụng làm nguồn cảm hứng. Daniel Simon, người trước đây chịu trách nhiệm cho nhiều thiết kế xe trong Tron: Legacy, được bổ nhiệm làm Nhà thiết kế xe chính. Đạo diễn Johnston đã trích dẫn cuốn sách Cosmic Motors của Simon như một lý do để tin tưởng vào ảnh hưởng của anh ấy, nói rằng "anh ấy là người mà tôi muốn trở thành khi tôi thiết kế nội dung cho Chiến tranh giữa các vì sao". Ví dụ, chiếc xe của Red Skull dựa trên hai chiếc Mercedes-Benz từ những năm 1930, 540K và G4. 
Vào tháng 3 năm 2010, có thông tin cho rằng Chris Evans được chọn vào vai Captain America và Hugo Weaving vào vai Red Skull;  Marvel Studios đã xác nhận phần sau vào tháng 5. Ryan Phillippe và John Krasinski cũng được cân nhắc cho vai Captain America. Vào tháng 4 năm 2010, Sebastian Stan, người đã được nhắc đến trên các phương tiện truyền thông như một khả năng cho vai chính, được chọn vào vai Bucky Barnes. Stan đã ký hợp đồng cho nhiều bộ phim.  Cũng trong tháng 4, Marvel thông báo rằng Hayley Atwell đã được chọn vào vai Peggy Carter, và tên bộ phim đã được đổi từ The First Avenger: Captain America thành Captain America: The First Avenger. Ngày hôm sau, có thông tin cho rằng Joss Whedon sẽ viết lại kịch bản như một phần trong cuộc đàm phán của anh ấy để viết và đạo diễn The Avengers. Whedon nói vào tháng 8, "Tôi chỉ cần tạo ra một số kết nối nhân vật. Cấu trúc của mọi thứ thực sự chặt chẽ và tôi yêu thích nó, nhưng có một vài cơ hội để tìm thấy tiếng nói của anh ấy một chút — và một số nhân vật khác" - và tạo các mối liên hệ để bạn hiểu chính xác lý do tại sao anh ấy muốn trở thành người mà anh ấy muốn trở thành. Và tiếp tục thông qua kịch bản để xác định nó một chút ". Samuel L. Jackson đã tiết lộ trong một cuộc phỏng vấn rằng ông sẽ đóng lại vai Nick Fury trong phim. 
Vào tháng 5, Toby Jones bước vào những cuộc đàm phán cuối cùng để đóng vai Arnim Zola. Đạo diễn Jon Favreau của Iron Man cho biết Howard Stark trẻ hơn sẽ xuất hiện trong phim, do Dominic Cooper thủ vai. Atwell tiết lộ rằng Tommy Lee Jones sẽ có một vai trong phim. Đến tháng 6, Neal McDonough đang đàm phán để đóng vai Dum Dum Dugan. Bốn ngày sau, anh ấy xác nhận rằng anh ấy sẽ tham gia. Cùng ngày, Stanley Tucci tham gia dàn diễn viên với vai Tiến sĩ Abraham Erskine, nhà khoa học đã tạo ra huyết thanh siêu chiến binh. Vào tháng 11 năm 2013, McDonough tiết lộ rằng anh đã ký hợp đồng để xuất hiện trong nhiều dự án cho Marvel, không giới hạn ở các bộ phim.